# Charmosyna
Charmosyna är ett fågelsläkte i familjen östpapegojor inom ordningen papegojfåglar. Det omfattar numera vanligen endast tre arter som alla förekommer på Nya Guinea:
- Lianlorikit (C. josefinae)
- Vogelkoplorikit (C. papou)
- Paradislorikit (C. stellae)

Följande arter placerades tidigare i Charmosyna, men lyfts numera vanligen ut till andra släkten efter studier som visar att de inte är varandras närmaste släktingar.
- Dvärglorikit (Charminetta wilhelminae)
- Rödfläckig lorikit (Hypocharmosyna rubronotata)
- Rödsidig lorikit (Hypocharmosyna placentis)
- Burulorikit (Charmosynopsis toxopei)
- Felorikit (Charmosynopsis pulchella)
- Streckad lorikit (Synorhacma multistriata)
- Salomonlorikit (Charmosynoides margarethae)
- Grön lorikit (Vini meeki)
- Rödhakad lorikit (Vini rubrigularis)
- Palmlorikit (Vini palmarum)
- Rödstrupig lorikit (Vini amabilis)
- Nyakaledonienlorikit (Vini diadema)